# زیردریایی یو-۲۱۸
زیردریایی یو-۲۱۸ (به انگلیسی: German submarine U-218) یک زیردریایی بود که طول آن ۷۶٫۹ متر (۲۵۲ فوت ۴ اینچ) بود. این زیردریایی در سال ۱۹۴۱ ساخته شد.